# Borderlands: Trở lại Pandora
Borderlands: Trở lại Pandora (tên tiếng Anh: Borderlands) là một bộ phim điện ảnh Mỹ thuộc thể loại khoa học viễn tưởng hài hành động do Eli Roth làm đạo diễn kiêm viết kịch bản, dựa trên loạt trò chơi điện tử cùng tên được phát triển bởi Gearbox Software và do 2K phân phối. Phim có sự tham gia của dàn diễn viên siêu sao bao gồm Cate Blanchett, Kevin Hart, Jack Black, Bobby Lee và Jamie Lee Curtis.
Borderlands được phát hành bởi Lionsgate Films và được công chiếu trên các rạp vào ngày 23 tháng 8 năm 2024 tại Việt Nam. Bị khán giả và giới chuyên môn chỉ trích sau khi ra mắt, tác phẩm phải nhận về năm đề cử của giải Mâm xôi vàng.

## Diễn viên
- Cate Blanchett thủ vai Lilith
- Kevin Hart thủ vai Roland
- Jack Black thủ vai Claptrap
- Jamie Lee Curtis thủ vai Tiến sĩ Patricia Tannis
- Ariana Greenblatt thủ vai Tiny Tina
- Florian Munteanu thủ vai Krieg
- Haley Bennett
- Édgar Ramírez thủ vai Atlas
- Bobby Lee thủ vai Larry
- Olivier Richters thủ vai Krom
- Janina Gavankar thủ vai Chỉ huy Knoxx
- Gina Gershon thủ vai Mad Moxxi
- Cheyenne Jackson thủ vai Jakobs
- Charles Babalola thủ vai Hammerlock
- Benjamin Byron Davis thủ vai Marcus
- Steven Boyer thủ vai Scooter
- Ryann Redmond thủ vai Ellie

Ngoài ra, Penn Jillette cũng sẽ có một vai diễn khách trong phim là một nhà truyền giáo đang giám sát một đám cưới, sau màn tham gia lồng tiếng cho nhân vật Pain trong Borderlands 3.

## Đón nhận
Borderlands nhận được những đánh giá không mấy thiện chí ngay từ buổi chiếu thử cho các phóng viên báo chí. Thậm chí có những đánh giá gay gắt như "lố bịch và thảm họa" với một bản phim chuyển thể từ trò chơi, cho dù phim vẫn có những điểm độc đáo và màu sắc tươi tắn.

### Nhận xét
Các đánh giá tiêu cực của các nhà phê bình phim đa phần nằm ở việc bom tấn này có kịch bản chưa thực sự tốt và rời xa nguyên tác, điều này đã được dự đoán khi đạo diễn tuyên bố bộ phim này thuộc về một vũ trụ khác. Tuy nhiên về thiết kế sản xuất, chẳng hạn như trường quay và trang phục vẫn được cho là rất đẹp và giống nguyên tác.
Theo The New York Times "Các bạn có thể thấy các trò đùa, nhưng hầu hết đều chưa thành công". Đối với Forbes "Đây là thứ mà bây giờ tôi sẽ gọi là "Hội chứng Mặt trăng nổi loạn", một bản chỉnh sửa để xếp hạng PG-13 đã làm mất đi phong cách hành động của một tựa phim rõ ràng phải đi theo nhãn R".

### Phản ứng
Trên Rotten Tomatoes, bộ phim nhận được 10% tích cực trên tổng số đánh giá của các nhà phê bình. Sự đồng thuận với trang web này Metacritic: "Borderlands là một bộ phim còn thiếu sót ở một vài khía cạnh", chỉ với 26/100 điểm. CinemaScore với các khán giả được khảo sát đã cho bộ phim điểm trung bình là "D+", trong thang điểm từ A+ đến F.